# بنای یادبود انقلاب
بنای یادبود انقلاب (به اسپانیایی: اسپانیایی: Monumento a la Revolución‎) اثری است که برای یادبود انقلاب مکزیک ساخته‌شده‌است. این بنا در میدان جمهوری Plaza de la República، که در محل تقاطع دو شاهراه اصلی در مرکز شهر مکزیکو سیتی واقع شده‌است قرار دارد.

## تاریخچه

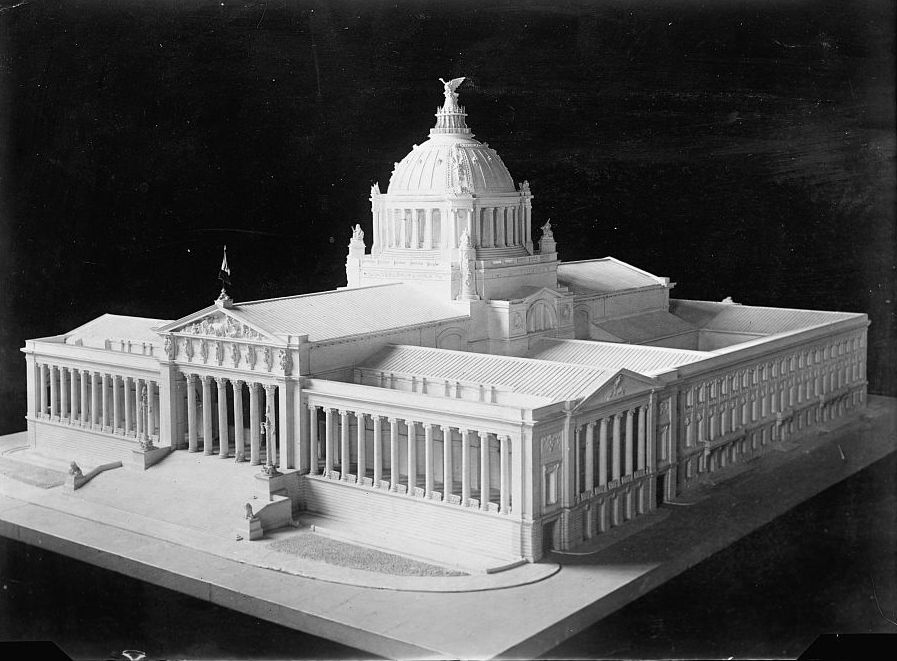
مدل Palacio Legislativo.

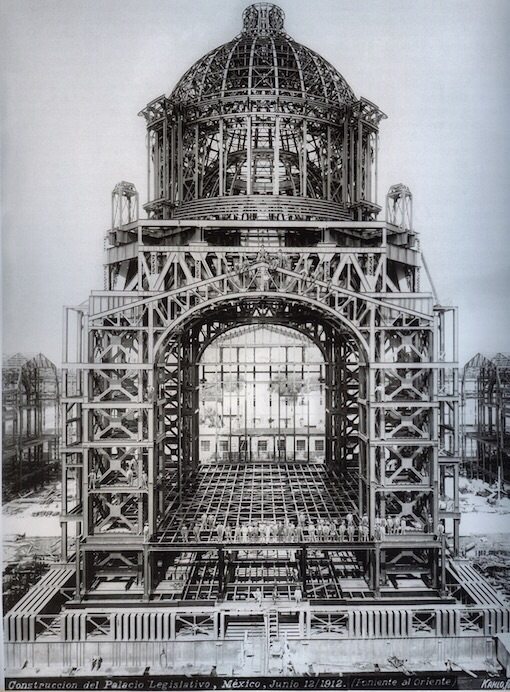
زیرساخت بنای یادبود انقلاب در ۱۲ ژوئن سال ۱۹۱۲

این ساختمان در ابتدا به عنوان کاخ قانونگذاری فدرال در زمان پرفیریو دیاز در نظر گرفته شده بود سپس به عنوان بنایی برای یادبود وی اختصاص یافت. این بنا با ارتفاع ۶۷ متر بلندترین طاق نصرت در جهان می‌باشد.